# Зефер Коув (Невада)
Зефер Коув (енгл. Zephyr Cove) насељено је место без административног статуса у америчкој савезној држави Невада.

## Демографија
По попису из 2010. године број становника је 565.
| Група             | 2000.    | 2010.       |
| Белци             | 0 (0,0%) | 508 (89,9%) |
| Афроамериканци    | 0 (0,0%) | 1 (0,2%)    |
| Азијати           | 0 (0,0%) | 17 (3,0%)   |
| Хиспаноамериканци | 0 (0,0%) | 28 (5,0%)   |
| Укупно            | 0        | 565         |